# Fournier-Gangrän

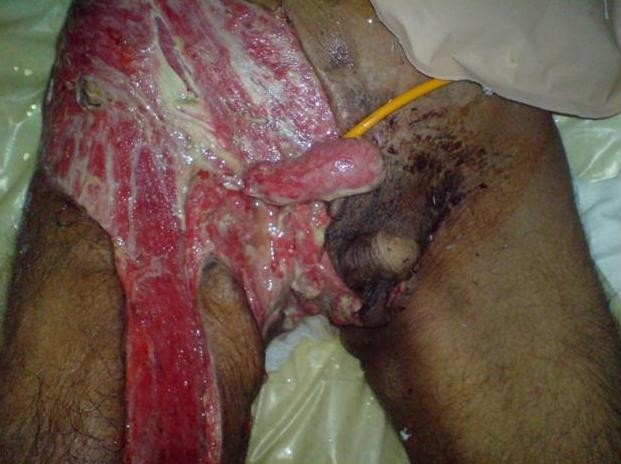
Ein 48 Jahre alter Patient mit einer Fournier-Gangrän nach Entfernung des nekrotischen Gewebes.

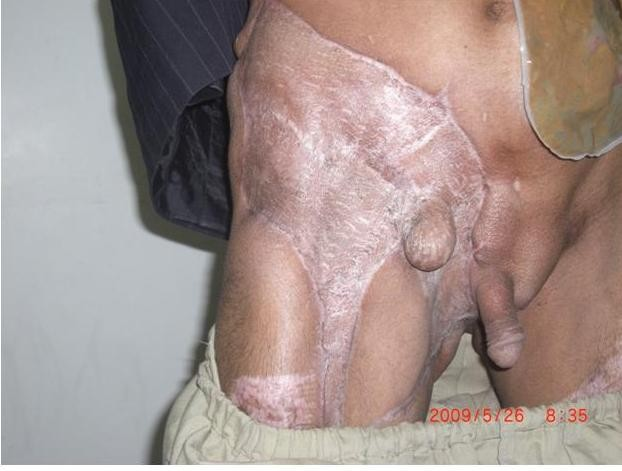
Derselbe Patient sechs Monate nach einer Hauttransplantation.

Die Fournier-Gangrän oder Fourniersche Gangrän, auch Morbus Fournier, ist eine seltene Sonderform der nekrotisierenden Fasziitis des Leisten- und Genitalbereiches. Die Infektion, zumeist eine Mischinfektion mit verschiedenen sowohl aeroben als auch anaeroben bakteriellen Erregern, geht von der Haut, dem Harntrakt oder dem Anorektalbereich (Anus oder Enddarm) aus. Die Sterblichkeit der Fournier-Gangrän kann, in Abhängigkeit vom klinischen Stadium und dem Zeitpunkt der Diagnosestellung, trotz adäquater Antibiotikagabe und radikaler chirurgischer Therapie hoch sein, im Durchschnitt einer unten genannten Übersichtsarbeit 16 %. Schnelle Diagnosestellung und Therapie können die Sterblichkeit auf unter 5 % senken.
H. Baurienne beschrieb die Erkrankung erstmals. Benannt ist die Krankheit nach Jean Alfred Fournier (1832–1914), der 1883 einen Fall bei einem ansonsten gesunden jungen Mann beschrieb.
Im Jahr 2000 wurde eine retrospektive Studie veröffentlicht, welche aus den englischsprachigen Artikeln der Medline-Datenbank 1726 relevante Fälle der letzten 50 Jahre identifizieren konnte. Daraus ergab sich unter anderem, dass die Diagnose primär klinisch erfolgt, dass die Krankheit bei Frauen wahrscheinlich unterdiagnostiziert wird und dass Behandlungsmethoden wie hyperbare Sauerstofftherapie oder Radikaloperationen umstritten seien.